# 139 Juewa
139 Juewa је астероид главног астероидног појаса. Приближан пречник астероида је 156,60 km,
а средња удаљеност астероида од Сунца износи 2,781 астрономских јединица (АЈ).
Инклинација (нагиб) орбите у односу на раван еклиптике је 10,908 степени, а орбитални период износи 1694,014 дана (4,637 године). Ексцентрицитет орбите астероида износи 0,174.
Апсолутна магнитуда астероида износи 7,78 а геометријски албедо 0,055.
Астероид је откривен 10. октобра 1874. године.